# Тувалу на Светском првенству у атлетици на отвореном 2023.
Тувалу је учествовао на 19. Светском првенству у атлетици на отвореном 2023. одржаном у Будимпешти од 19. до 27. августа седми пут. Репрезентацију Тувалу представљао је један такмичар који се такмичио у трци на 100 метара.,.
На овом првенству такмичар Тувале није освојио ниједну медаљу, али је остварио најбољи резултат.

## Учесници
Мушкарци: 
- Карало Хепоителото Мајбука — 100 м

## Резултати

### Мушкарци
| Атлетичар                  | Дисциплина | Лични рекорд | Предтакмичење | Предтакмичење | Квалификације        | Квалификације        | Полуфинале           | Полуфинале           | Финале               | Финале       | Детаљи |
| Атлетичар                  | Дисциплина | Лични рекорд | Резултат      | Место         | Резултат             | Место                | Резултат             | Место                | Резултат             | Место        | Детаљи |
| -------------------------- | ---------- | ------------ | ------------- | ------------- | -------------------- | -------------------- | -------------------- | -------------------- | -------------------- | ------------ | ------ |
| Карало Хепоителото Мајбука | 100 м      | 11,39        | 11,55 ЛРС     | 6. у гр. 1    | Није се квалификовао | Није се квалификовао | Није се квалификовао | Није се квалификовао | Није се квалификовао | 22 / 71 (75) |        |